# Discografia dei Church of Misery
La discografia dei Church of Misery, band giapponese attiva dal 1995, si compone di 7 album in studio, 10 raccolte, 2 album dal vivo e numerosi singoli ed EP.

## Album
Album in studio
- 2001 - Master of Brutality
- 2004 - The Second Coming
- 2007 - Vol. 1
- 2009 - Houses of the Unholy
- 2013 - Thy Kingdom Scum
- 2016 - And Then There Where None...
- 2023 - Born Under a Mad Sign

Album dal vivo
- 1998 - Live from the East
- 2010 - Live at Roadburn 2009

Raccolte
- 1997 - Doomsday Recitation - Doom Rock Compilation from JPN
- 1998 - Born Too Late (con gli Sheavy)
- 1999 - Iron Monkey/Church of Misery
- 2003 - Acrimony/Church of Misery
- 2004 - Early Works Compilation
- 2005 - Wizard's Convention
- 2006 - Church of Misery/Sourvein
- 2007 - Sourvein/Church of Misery
- 2008 - Church of Misery/Deer Creek

EP
- 1998 - Taste the Pain
- 1999 - Murder Company
- 2002 - Boston Strangler
- 2008 - Denis Nilsen
- 2009 - Greetings from Jonestown

### Videografia
- 2005 - Wizard's Convention
- 2006 - Houses of the Unholy
- 2006 - Live in Red, Eurotour 2005